# Le Chignon d'Olga
Pour plus de détails, voir Fiche technique et Distribution.
Le Chignon d'Olga est un film français réalisé par Jérôme Bonnell, sorti en 2002. C'est le premier long métrage de ce réalisateur.

## Synopsis
Julien et sa sœur Emma ont perdu leur mère, il y a presque un an. Vivant toujours dans la maison où ils sont nés, en Beauce, avec leur père Gilles, chacun vit douloureusement cette absence, mais aucun ne parvient à en parler à l'autre. C'est la fin de l'été, la ville semble endormie et déserte. Avec ses désirs d'amour perdus, Julien erre et déambule. Il s'éprend d'une jeune vendeuse au nom d'Olga qu'il aperçoit à travers la vitrine d'une librairie. Secrètement, il tente par tous les moyens de mieux la connaître. Il ne se confie à personne, pas même à son amie d'enfance Alice, avec laquelle il passe le plus clair de son temps...

## Fiche technique
- Titre : Le Chignon d'Olga
- Réalisation : Jérôme Bonnell
- Scénario : Jérôme Bonnell
- Directeur de la photographie : Pascal Lagriffoul
- Montage : Ludo Troch
- Décors : Benoît Bechet, Véronique Grosperrin
- Costumes : Carole Gérard
- Son : Laurent Benaïm
- Production : Arnaud De Battice, Joël Farges, Sylvain Goldberg, Elise Jalladeau
- Société de production :
- Langue : français
- Genre : comédie dramatique
- Durée : 96 minutes
- Sortie : 28 août 2002  France

## Distribution
- Hubert Benhamdine : Julien
- Nathalie Boutefeu : Alice
- Florence Loiret Caille : Emma
- Serge Riaboukine : Gilles
- Flavia Coste : Clémence
- Marc Citti : Pascal
- Antoine Goldet : Basile
- Valérie Stroh : Nicole
- Clotilde Hesme : Marion
- Jean-Michel Portal : Grégoire
- Bernard Blancan : Yves
- Fabrice Cals : Ludovic
- Isabelle Ungaro : la femme de Pascal
- Delphine Rollin : Olga, la libraire
- Grégory Gadebois : le frère de Grégoire
- Judith Rémy : la barmaid
- Judith Siboni : la femme du théatre
- Joël Brisse : un invité à la soirée costumée

## Tournage
Le film a été tourné à Chartres, département français d'Eure-et-Loir.

## Distinctions
- Son scénario a été — avant réalisation du film — lauréat du prix junior du meilleur scénario en 2001.
- En 2003, Jérôme Bonnell remporta pour ce film le prix Fipresci lors du Festival international du film de Chicago pour sa « facilité cinématique au service d'une histoire complexe d'amour et de perte ».